# Bussoleno
Bussoleno (piemontesisch und französisch Bussolin, frankoprovenzalisch Busoulin) ist eine Gemeinde in der italienischen Metropolitanstadt Turin (TO), Region Piemont.

## Lage und Einwohner
Bussoleno liegt 50 km westlich von Turin im Susatal und hat 5667 Einwohner (Stand 31. Dezember 2023). Die Gemeinde besteht aus den Ortsteilen Amprimo, Foresto, Grangie, Falcimagna, San Lorenzo, Argiassera, Ricchettera, Pietra Bianca, Santa Petronilla, Prapontin, Fornelli und San Basilio. Bussoleno ist Mitglied in der Bergkommune Comunità Montana Bassa Valle di Susa e Val Cenischia. Der Ort liegt auf einer Höhe von 440 m über dem Meeresspiegel und umfasst eine Fläche von 37,38 km².
Die Nachbargemeinden sind Usseglio, Mompantero, Chianocco, Susa, San Giorio di Susa, Mattie und Roure.

### Bevölkerungsentwicklung

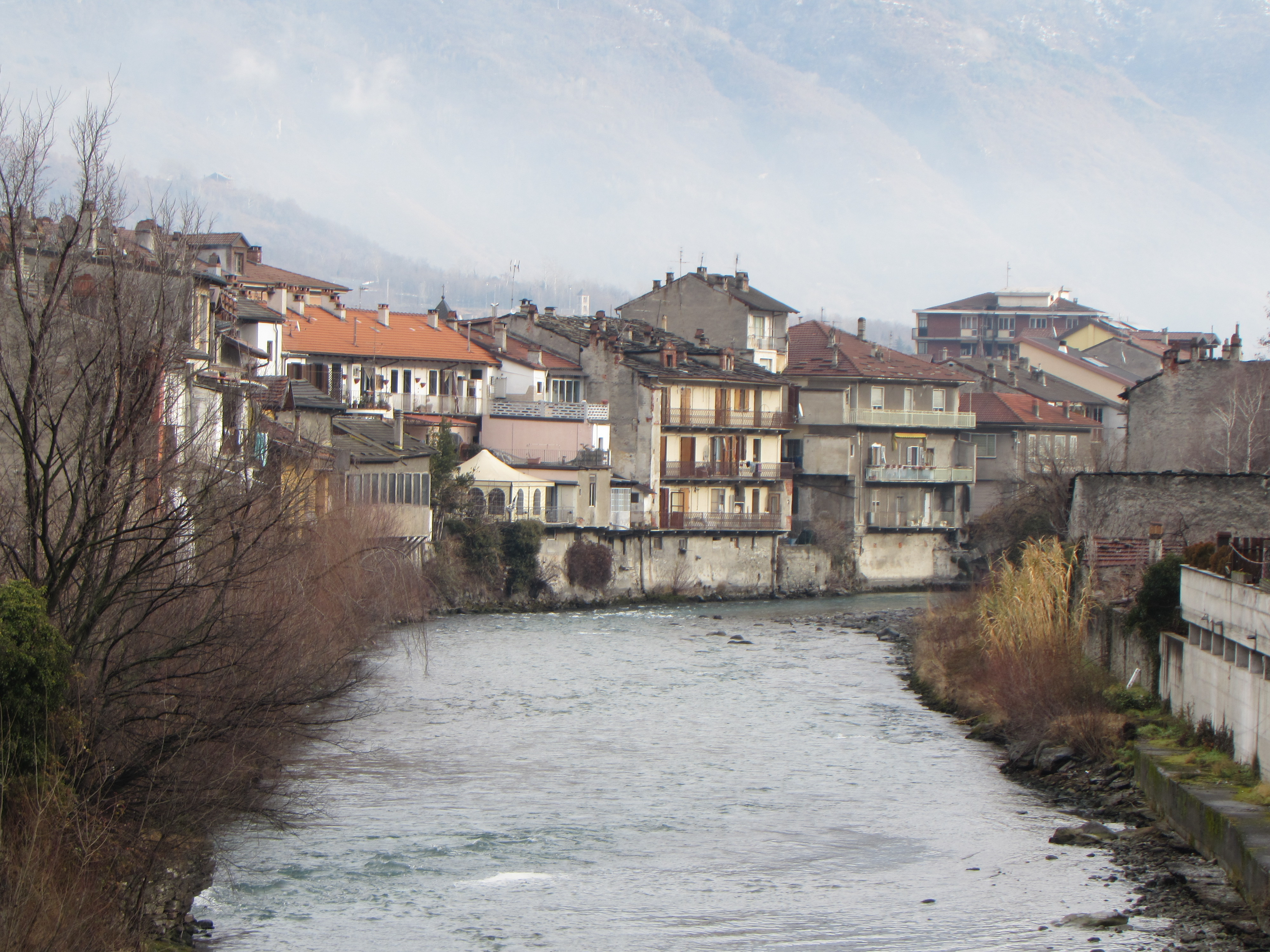
Blick auf den Fluss Dora Riparia in Bussoleno